# Liste des châteaux des Deux-Sèvres
Cet article recense de manière non exhaustive les châteaux (de défense ou d'agrément), maisons fortes, mottes castrales, situés dans le département français des Deux-Sèvres. Il est fait état des inscriptions et classements au titre des monuments historiques. Ancienne province du Poitou

## Liste
| Icône            | Signification    | Abréviations             | Abréviations                  | Abréviations             | Abréviations           |
| ---------------- | ---------------- | ------------------------ | ----------------------------- | ------------------------ | ---------------------- |
| Château fort     | Château fort     | = Bastide                | = Ferme fortifiée             | = Maison forte           | = (Néo-)Palladianisme  |
| Renaissance      | Renaissance      | = Château gascon         | = Folie (montpelliéraine)     | = Manoir, Gentilhommière | = Résidence épiscopale |
| Domaine viticole | Domaine viticole | = Classicisme, classique | = Forteresse, fort(ification) | = Maison (noble)         | = Style Beaux-Arts     |
| Palais           | Palais           | = Commanderie            | = Gothique (flamboyant)       | = Néo-baroque            | = Style Second Empire  |
| Ruine ou disparu | Ruine, disparu   | = Château pinardier      | = Hôtel particulier           | = Néo-classique          | = Style italianisant   |
|                  |                  | = Demeure seigneuriale   | ... = Style Louis XII...XVI   | = Néo-gothique           | = Style troubadour     |
|                  |                  | = Éclectisme             | = Logis (seigneurial)         | = Néo-Renaissance        | = Villa (de Nice)      |
| Baroque, rococo  | Baroque, rococo  | = Édifice religieux      | = Motte castrale/féodale      | = Pavillon de chasse     | = Styles du XXe siècle |

| Type                                                | Château                                   | Commune                               | Protection                                                                                                   | Notes                                                  | Coordonnées                 | Illustration |
| --------------------------------------------------- | ----------------------------------------- | ------------------------------------- | --- | ------------------------------------------------------ | --------------------------- | ------------ |
| Château fort                                        | Château d'Airvault                        | Airvault                              | Inscrit MH (1929) · Classé MH (2007) · Notice no PA00101166                                                  | XIe et XVe siècles                                     | 46° 49′ 39″ N, 0° 08′ 17″ O |              |
| Château fort · Ruine ou disparu                     | Château d'Argenton                        | Argentonnay                           | |                                                        | 46° 59′ 09″ N, 0° 26′ 37″ O |              |
| Classicisme, classique                              | Château de Beauregard                     | Saivres                               | Notice no IA00044044                                                                                         | XVIe et XVIIe siècles                                  | 46° 25′ 23″ N, 0° 15′ 14″ O |              |
| Renaissance · Gothique (flamboyant)                 | Château du Bois de Sanzay                 | Saint-Martin-de-Sanzay                | | XVe et XVIIIe siècles                                  | 47° 03′ 55″ N, 0° 11′ 09″ O |              |
|                                                     | Château de Bourdin                        | Saint-Pardoux                         | | XIIe siècle                                            | 46° 34′ 41″ N, 0° 20′ 22″ O |              |
| Château fort · Ruine ou disparu                     | Château de Bressuire                      | Bressuire                             | Classé MH (1996) · Notice no PA00101200                                                                      | Xe et XIIIe siècles                                    | 46° 50′ 30″ N, 0° 29′ 56″ O |              |
| Château fort · Renaissance                          | Château de La Chapelle-Bertrand           | La Chapelle-Bertrand                  | Classé MH (1991) · Inscrit MH (2004) · Notice no PA00101212                                                  | XVe siècle                                             | 46° 37′ 20″ N, 0° 10′ 16″ O |              |
| Château fort · Gothique (flamboyant)                | Château de Cherveux                       | Cherveux                              | Classé MH (1929) · Notice no PA00101219                                                                      | XIVe et XVe siècles                                    | 46° 24′ 59″ N, 0° 21′ 21″ O |              |
|                                                     | Château du Chilleau                       | Vasles                                | |                                                        | 46° 31′ 55″ N, 0° 04′ 47″ O |              |
| Château fort · Ruine ou disparu                     | Château du Coudray-Salbart                | Échiré                                | Classé MH (1952, 1954) · Notice no PA00101229                                                                | XIIe et XIIIe siècles                                  | 46° 24′ 25″ N, 0° 25′ 35″ O |              |
| Renaissance                                         | Château de Coulonges-sur-l'Autize         | Coulonges-sur-l'Autize                | Inscrit MH (1993) · Classé MH (1994) · Notice no PA00101224                                                  | XVIe siècle,<vbr />hôtel de ville                      | 46° 28′ 54″ N, 0° 36′ 00″ O |              |
| Néo-classique                                       | Château du Deffend                        | Montravers                            | Inscrit MH (1988) · Notice no PA00101275                                                                     | XIXe siècle                                            | 46° 50′ 11″ N, 0° 45′ 45″ O |              |
| Classicisme, classique                              | Château des ducs de la Trémoïlle          | Thouars                               | Classé MH (1840, 1862) · Notice no PA00101377 · Notice no PA00101378 · Maisons des Illustres Notice no MI192 | XVIIe siècle                                           | 46° 58′ 16″ N, 0° 13′ 00″ O |              |
| Ruine ou disparu                                    | Château de la Durbellière                 | Mauléon (Saint-Aubin-de-Baubigné)     | |                                                        |                             |              |
|                                                     | Château de l'Ébaupinaye                   | Argentonnay (Le Breuil-sous-Argenton) | |                                                        |                             |              |
|                                                     | Château de la Foye                        | Couture-d'Argenson                    | |                                                        |                             |              |
| Château fort · Ruine ou disparu                     | Château de Glénay                         | Glénay                                | |                                                        |                             |              |
| Manoir, gentilhommière                              | Chateau de la Grande Fougère              | La Chapelle-Bâton                     | |                                                        | 46° 26′ 04″ N, 0° 20′ 16″ O |              |
| Château fort                                        | Château de la Guyonnière                  | Beaulieu-sous-Parthenay               | |                                                        |                             |              |
| Classicisme, classique                              | Château de l'Herbaudière                  | Saivres                               | Inscrit MH (1994) · Notice no PA00132783 · Notice no IA00044044                                              | XVIe et XVIIe siècles                                  | 46° 25′ 31″ N, 0° 13′ 54″ O |              |
|                                                     | Château de Javarzay                       | Chef-Boutonne                         | |                                                        |                             |              |
|                                                     | Château de Jouhé                          | Pioussay                              | |                                                        |                             |              |
| Renaissance                                         | Château des Loges                         | La Chapelle-Bâton                     | Inscrit MH (2007) · Notice no PA79000033                                                                     | XVe et XVIe siècles, XVIIIe et XIXe siècles            | 46° 27′ 36″ N, 0° 20′ 13″ O |              |
| Manoir, gentilhommière                              | Manoir du Magnou                          | Saivres                               | Notice no IA00044045                                                                                         | XVIIe et XIXe siècles                                  | 46° 26′ 02″ N, 0° 13′ 55″ O |              |
| Renaissance                                         | Château de Maillé                         | La Chapelle-Bâton                     | Inscrit MH (1971) · Notice no PA00101211                                                                     | XVIe et XVIIe siècles                                  | 46° 26′ 43″ N, 0° 19′ 46″ O |              |
|                                                     | Château de Maisontiers                    | Maisontiers                           | |                                                        |                             |              |
| Manoir, gentilhommière                              | Manoir de Maunay                          | Saivres                               | Notice no IA00044046                                                                                         | XVe siècle                                             | 46° 26′ 21″ N, 0° 13′ 10″ O |              |
| Château fort · Ruine ou disparu                     | Château de Melzéard                       | Paizay-le-Tort                        | XVe siècle                                                                                                   | partiellement détruit, le donjon et une tour conservés |                             |              |
| Ruine ou disparu                                    | Château de Mursay                         | Échiré                                | |                                                        |                             |              |
| Château fort · Ruine ou disparu                     | Donjon de Niort                           | Niort                                 | |                                                        |                             |              |
| Renaissance · Ruine ou disparu                      | Château de Noirlieu                       | Bressuire                             | Inscrit MH (1995) · Notice no PA00135589                                                                     | XVIe et XVIIe siècles                                  | 46° 55′ 16″ N, 0° 25′ 57″ O |              |
|                                                     | Château de Nuchèze                        | Champdeniers-Saint-Denis              | |                                                        |                             |              |
|                                                     | Château d'Oiron                           | Oiron                                 | |                                                        |                             |              |
|                                                     | Château d'Olbreuse                        | Usseau                                | |                                                        |                             |              |
|                                                     | Château d'Orfeuille                       | Gourgé                                | |                                                        |                             |              |
|                                                     | Château des Ousches                       | Saint-Génard                          | |                                                        |                             |              |
|                                                     | Château de Parthenay                      | Parthenay                             | |                                                        |                             |              |
|                                                     | Château de La Pastellière (La Patellière) | Combrand                              | |                                                        |                             |              |
| Château fort · Renaissance                          | Château de Payré                          | La Peyratte                           | Inscrit MH (1986) · Classé MH (1990) · Notice no PA00101319                                                  | XIVe et XVe siècles, XVIe siècle                       | 46° 40′ 59″ N, 0° 09′ 29″ O |              |
|                                                     | Château de Piogé                          | Availles-Thouarsais                   | |                                                        |                             |              |
|                                                     | Château de Pugny                          | Moncoutant-sur-Sèvre (Pugny)          | |                                                        |                             |              |
|                                                     | Château de la Roche Faton                 | Lhoumois                              | |                                                        |                             |              |
|                                                     | Château de la Roche Nesde                 | Saivres                               | |                                                        |                             |              |
|                                                     | Château de Russay                         | Saivres                               | |                                                        | 46° 25′ 53″ N, 0° 13′ 03″ O |              |
|                                                     | Château de Saint-Loup-sur-Thouet          | Saint-Loup-Lamairé                    | |                                                        |                             |              |
|                                                     | Château de Saint-Mesmin                   | Saint-André-sur-Sèvre                 | |                                                        |                             |              |
|                                                     | Château de Saint-Symphorien               | Saint-Symphorien                      | |                                                        |                             |              |
|                                                     | Château de Sanzay                         | Argenton-les-Vallées                  | |                                                        |                             |              |
|                                                     | Château de Saugé                          | Saivres                               | |                                                        | 46° 26′ 13″ N, 0° 11′ 57″ O |              |
|                                                     | Château de la Sayette                     | Vasles                                | |                                                        |                             |              |
|                                                     | Château de La Taillée                     | Échiré                                | |                                                        |                             |              |
|                                                     | Château de Tennessus                      | Amailloux                             | |                                                        |                             |              |
| Forteresse, fort(ification) · Ruine ou disparu      | Remparts et tour porte de Thouars         | Thouars                               | Classé MH (1886, 1889, 1943) · Notice no PA00101387 · Notice no PA00101388 · Notice no PA00101389            | Moyen Âge                                              | 46° 58′ 38″ N, 0° 12′ 46″ O |              |
| Château fort · Ruine ou disparu · Hôtel particulier | Chateau de Vasles                         | Vasles                                | Inscrit MH (2006) · Notice no PA79000032                                                                     | Moyen Âge                                              | 46° 34′ 33″ N, 0° 01′ 33″ O |              |
| Manoir, gentilhommière · Logis                      | Manoir de Vasles                          | Vasles                                | Inscrit MH (1984) · Notice no PA00101396                                                                     | XVIIe siècle                                           | 46° 32′ 37″ N, 0° 05′ 17″ O |              |
|                                                     | Château de la Venelle                     | Noizé                                 | |                                                        |                             |              |
| Renaissance                                         | Château du Vieux Deffend                  | Montravers                            | Inscrit MH (1986) · Notice no PA00101276                                                                     | XVIe siècle                                            | 46° 50′ 39″ N, 0° 45′ 18″ O |              |
|                                                     | Château de la Villedieu de Comblé         | La Mothe-Saint-Héray                  | |                                                        |                             |              |